# Чандра Бахадур Данги
Чандра Бахадур Данги (30 ноября 1939, Калимати, район Сальян, Непал — 3 сентября 2015, Паго-Паго, Американское Самоа) — непальский гражданин, признанный самым низкорослым в истории взрослым мужчиной, о котором имеются достоверные сведения; в этом качестве занесён в Книгу рекордов Гиннесса. Его рост составлял 54,6 см, масса — 14,5 или 12 кг. Чандра, страдавший врождённой карликовостью, «побил» рекорд Гуля Мохаммеда (1957—1997), рост которого составлял 0,57 м.
Чандра попал в поле зрения местных СМИ после того, как был замечен поставщиком древесины в родной деревне. Данги был седьмым в семье из шести братьев и двух сестёр. Трое из пяти его братьев ростом ниже 120 см, однако ещё два брата и две сестры имеют нормальный рост. Звание самого низкорослого мужчины, в качестве которого он 26 февраля 2012 года был занесён в Книгу рекордов Гиннесса, он получил после измерений его роста, на протяжении 24 часов трижды выполненных прилетевшими из Лондона в Катманду медиками.
Данги жил вместе со своими племянниками в Калимати, отдалённой непальской деревне Римкхоли (район Данг), расположенной примерно в 350 км от столицы страны Катманду. В этой деревне около 200 домов, несколько солнечных батарей для выработки электроэнергии, нет телевидения. До выхода на пенсию зарабатывал на жизнь изготовлением и продажей джутовых шляп. Несмотря на свой возраст, он никогда не принимал лекарств и до визита к нему британских медиков никогда не посещал врача. До сих пор не установлено, из-за какого заболевания Данги вырос менее чем до 55 см.
По словам Данги, он мечтал о путешествиях и о том, чтобы благодаря своему титулу самого маленького человека на планете популяризировать родную деревню и страну во всём мире. В 2012 году он встретился с самой маленькой женщиной в мире Джоти Амджи в индийском городе Нагпуре, а 13 ноября 2014 года увиделся с самым высоким мужчиной в мире из прошедших официальные измерения — Султаном Кёсеном. До обнаружения Данги на звание самого маленького человека в мире претендовал филиппинец Джинрей Балавинг. Фактически же Данги, который родился на 18 лет раньше Гуля Мохаммеда и прекратил расти до 18 лет, всегда был неофициальным рекордсменом мира по низкорослости, но официальные измерения прошёл лишь в 72-летнем возрасте.
В августе 2015 года Данги заболел воспалением лёгких, его положили в больницу Паго-Паго — административного центра Американского Самоа. Однако помочь пациенту излечиться от недуга врачи не смогли, и 3 сентября 2015 года он скончался.